# Yelko Pino Caride
Yelko Pino Caride (nascut el 30 d'octubre de 1996) és un futbolista gallec que juga al Pontevedra CF com a migcampista ofensiu.

## Carrera de club
Nascut a Vigo, Galícia, Pino es va incorporar a l'equip juvenil del Celta de Vigo l'any 2007 als 11 anys, després de començar a la UD Santa Mariña. Va renovar el seu contracte amb el primer el 23 de febrer de 2013, signant fins al 2018.
L'estiu de 2013, Pino va ascendir a les reserves a Segona Divisió B, debutant com a sènior el 25 d'agost d'aquell any en una victòria a casa per 2-0 contra la UD Logroñés. Va marcar el seu primer gol com a sènior el 4 de maig de l'any següent, marcant el primer gol del seu equip en una derrota a casa per 2-3 contra l'SD Noja.
El 31 de juliol de 2015, Pino es va negar a jugar amb la banda B del Celta després d'haver acceptat prèviament rebre una plaça del primer equip al seu contracte. El 9 de setembre, després d'altercats amb la directiva, va ser cedit al club de la Lliga anglesa Swindon Town FC per una temporada.
El 2 de febrer de 2016, després de passar la meitat de la campanya sense registrar, Pino va ser cedit als Queens Park Rangers fins al juny. El 13 de juliol va signar un contracte de tres anys amb el CD Lugo de Segona Divisió.
Pino va fer el seu debut com a professional el 27 d'agost de 2016, començant en un empat a casa per 3-3 contra el Real Saragossa. Va marcar el seu primer gol el 2 d'abril següent, marcant el partit només en un èxit a casa davant el CF Reus Deportiu.
El 14 de juliol de 2017, Pino va ser cedit per un any al seu company de segona categoria Cultural i Deportiva Leonesa. El 18 de gener següent, es va rescindir el seu contracte de cessió després de ser gravat per la seva companya Emi Buendía fent alguns insults agreujants al club; l'endemà, es va incorporar al rival SD Ponferradina.